# XOR csere algoritmus

Az XOR swap algoritmus használata apró adatrészletek cseréjére változók között ideiglenes tárolás használata nélkül

A számítógép-programozásban a kizáró VAGY csere ('XOR swap) egy olyan algoritmus, amely a kizáró vagy (XOR) bitműveletet használja két változó értékének felcserélésére anélkül, hogy az általában szükséges ideiglenes változót használná.
Az algoritmus elsősorban újdonság, és a kizáró vagy (exclusive OR, vagy XOR) művelet tulajdonságainak bemutatására szolgál. Néha programoptimalizálásként is emlegetik, de szinte nincs olyan eset, amikor a kizáró vagy művelettel végrehajtott csere előnyt biztosítana a standard, nyilvánvaló technikával szemben.

## Az algoritmus
A hagyományos csere egy ideiglenes tárolási változó használatát igényli. Az XOR cserealgoritmus használatával azonban nincs szükség ideiglenes tárolásra. Az algoritmus a következő:
```
X
 
:=
 
Y
 
XOR
 
X
;
 
// XOR műveletet alkalmaz az értékekre, és az eredményt X-ben tárolja

Y
 
:=
 
X
 
XOR
 
Y
;
 
// XOR műveletet alkalmaz az értékekre, és az eredményt Y-ban tárolja

X
 
:=
 
Y
 
XOR
 
X
;
 
// XOR műveletet alkalmaz az értékekre, és az eredményt X-ben tárolja

```

Mivel az XOR egy kommutatív művelet, az X XOR Y vagy az Y XOR X felcserélhetően használható az előző három sorban. Megjegyzendő, hogy egyes architektúrákon az XOR utasítás első operandusa meghatározza a művelet eredményének tárolási célhelyét, megakadályozva ezt a felcserélhetőséget. Az algoritmus jellemzően három gépi kódú utasításnak felel meg, amelyeket a következő táblázat három sorában található megfelelő pszeudokód és assembly utasítások képviselnek:
| Pszeudokód   | IBM System/370 assembly | x86 assembly | RISC-V assembly |
| ------------ | ----------------------- | ------------ | --------------- |
| X := X XOR Y | XR R1,R2                | xor eax, ebx | xor x10, x11    |
| Y := Y XOR X | XR R2,R1                | xor ebx, eax | xor x11, x10    |
| X := X XOR Y | XR R1,R2                | xor eax, ebx | xor x10, x11    |

A fenti System/370 assembly kódmintában az R1 és R2 különálló regiszterek, és minden XR művelet az első argumentumban megnevezett regiszterben hagyja az eredményét. x86 assembly használatával az X és Y értékek az eax és ebx regiszterekben találhatók (rendre), az xor pedig a művelet eredményét az első regiszterbe helyezi. A RISC-V assemblyben az X és Y értékek az X10 és X11 regiszterekben találhatók, az xor pedig a művelet eredményét az első regiszterbe helyezi (ugyanúgy, mint az x86).
A pszeudokódban vagy a magas szintű nyelvi verzióban vagy implementációban azonban az algoritmus kudarcot vall, ha x és y ugyanazt a tárolási helyet használja, mivel az adott helyen tárolt értéket az első XOR utasítás lenullázza, majd nulla marad; nem „cserélődik önmagával”. Ez nem ugyanaz, mintha x és y értékei megegyeznének. A probléma csak akkor jelentkezik, ha x és y ugyanazt a tárolási helyet használja, ebben az esetben az értéküknek már eleve egyenlőnek kell lennie. Vagyis, ha x és y ugyanazt a tárolási helyet használja, akkor a sor:
```
X
 
:=
 
X
 
XOR
 
Y

```

nullára állítja x-et (mivel x = y, tehát X XOR Y nulla), és y-t is nullára állítja (mivel ugyanazt a tárhelyet használja), aminek következtében x és y elveszítik eredeti értéküket.

## A helyesség bizonyítása
Az {\displaystyle N} hosszúságú bittömbök feletti XOR binér művelet a következő tulajdonságokkal rendelkezik (ahol {\displaystyle \oplus } az XOR műveletet jelöli):
- L1. Kommutativitás: {\displaystyle A\oplus B=B\oplus A}
- L2. Asszociativitás: {\displaystyle (A\oplus B)\oplus C=A\oplus (B\oplus C)}
- L3. Neutrális elem: Létezik egy 0 értékű (N hosszú) bitlánc, amelyre bármely {\displaystyle A} esetén {\displaystyle A\oplus 0=A}
- L4. Minden elem a saját inverze(wd): minden {\displaystyle A} esetén {\displaystyle A\oplus A=0}.[3]

Tegyük fel, hogy két különböző regiszterünk van, R1 és R2, ahogy az az alábbi táblázatban látható, A és B kezdeti értékekkel. Az alábbi műveleteket sorban végrehajtjuk, és az eredményeket a fent felsorolt tulajdonságok felhasználásával redukáljuk.
| Lépés | Művelet         | 1. regiszter | 2. regiszter                                                                                          | Redukció    |
| ----- | --------------- | --- | --- | ----------- |
| 0     | Kezdeti érték   | {\displaystyle A} | {\displaystyle B}                                                                                     | —           |
| 1     | R1 := R1 XOR R2 | {\displaystyle A\oplus B} | {\displaystyle B}                                                                                     | —           |
| 2     | R2 := R1 XOR R2 | {\displaystyle A\oplus B} | {\displaystyle (A\oplus B)\oplus B=A\oplus (B\oplus B)} {\displaystyle =A\oplus 0} {\displaystyle =A} | L2 L4 L3    |
| 3     | R1 := R1 XOR R2 | {\displaystyle (A\oplus B)\oplus A=(B\oplus A)\oplus A} {\displaystyle =B\oplus (A\oplus A)} {\displaystyle =B\oplus 0} {\displaystyle =B} | {\displaystyle \ A}                                                                                   | L1 L2 L4 L3 |

### Lineáris algebrai értelmezés
Mivel az XOR értelmezhető bináris összeadásként, és egy bitpár értelmezhető vektorként egy kétdimenziós vektortérben a kételemű mező felett, az algoritmus lépései 2×2 mátrixokkal való szorzásként értelmezhetők a kételemű test felett. Az egyszerűség kedvéért kezdetben tegyük fel, hogy x és y egyaránt egyedi bitek, nem bitvektorok.
Például a lépés:
```
X
 
:=
 
X
 
XOR
 
Y

```

amely implicit módon tartalmazza a következőt:
```
Y
 
:=
 
Y

```

megfelel a {\displaystyle \left({\begin{smallmatrix}1&1\\0&1\end{smallmatrix}}\right)} mátrixnak, mint
{\displaystyle {\begin{pmatrix}1&1\\0&1\end{pmatrix}}{\begin{pmatrix}x\\y\end{pmatrix}}={\begin{pmatrix}x+y\\y\end{pmatrix}}}.
A műveletek sorrendjét ezután a következőképpen fejezzük ki:
{\displaystyle {\begin{pmatrix}1&1\\0&1\end{pmatrix}}{\begin{pmatrix}1&0\\1&1\end{pmatrix}}{\begin{pmatrix}1&1\\0&1\end{pmatrix}}={\begin{pmatrix}0&1\\1&0\end{pmatrix}}}
(bináris értékekkel dolgozik, tehát {\displaystyle 1+1=0}), amely két sor (vagy oszlop) felcserélésének elemi mátrixát fejezi ki az egyik elem másikhoz való hozzáadásának transzvekcióival (nyírásaival).
Az X és Y nem egyetlen bit, hanem n hosszúságú bitvektorokra való általánosításhoz ezeket a 2×2 mátrixokat 2n×2n blokkmátrixokkal helyettesítjük, például {\displaystyle \left({\begin{smallmatrix}I_{n}&I_{n}\\0&I_{n}\end{smallmatrix}}\right).}
Ezek a mátrixok értékekkel, nem pedig változókkal (tárolási helyekkel) működnek, ezért ez az értelmezés elvonatkoztat a tárolási hely kérdéseitől és attól a problémától, hogy mindkét változó ugyanazon a tárolási helyen van.

## Példa kód
Egy C függvény, amely megvalósítja az XOR csere algoritmust:
```
void
 
XorSwap
(
int
 
*
x
,
 
int
 
*
y
)
 

{

  
if
 
(
x
 
==
 
y
)
 
return
;

  
*
x
 
^=
 
*
y
;

  
*
y
 
^=
 
*
x
;

  
*
x
 
^=
 
*
y
;

}

```

A kód először ellenőrzi, hogy a címek különbözőek-e, és egy védelmi záradék segítségével korán kilép a függvényből, ha egyenlőek. Ezen ellenőrzés nélkül, ha egyenlőek lennének, az algoritmus egy *x ^= *x hármast adna, ami nullát eredményezne.
Az XOR cserealgoritmus makróval is definiálható:
```
#define XORSWAP_UNSAFE(a, b)                                                   \

  ((a) ^= (b), (b) ^= (a),                                                     \

   (a) ^= (b)) 
/* Nem működik, ha a és b ugyanaz az objektum \

                  - ebben az esetben nullát (0) rendel az objektumhoz */

#define XORSWAP(a, b)                                                         \

  ((&(a) == &(b)) ? (a) 
/* Különböző értékek ellenőrzése */
                    \

                  : XORSWAP_UNSAFE(a, b))

```

## A gyakorlatban elkerülendő okok
A modern CPU-architektúrákon az XOR technika lassabb lehet, mint egy ideiglenes változó használata a cseréhez. Legalábbis a legújabb x86-os CPU-kon, mind az AMD, mind az Intel esetében, a regiszterek közötti mozgás rendszeresen nulla késleltetéssel jár. (Ezt MOV-eliminációnak nevezik.) Még ha nincs is elérhető architekturális regiszter, az XCHG utasítás legalább olyan gyors lesz, mint a három XOR együttvéve. Egy másik ok, hogy a modern CPU-k igyekeznek az utasításokat párhuzamosan végrehajtani utasításpipeline-okon keresztül. Az XOR technikában az egyes műveletek bemenetei az előző művelet eredményétől függenek, ezért szigorúan egymás után kell végrehajtani őket, ami érvényteleníti az utasításszintű párhuzamosság előnyeit.

### Aliasing
Az XOR csere a gyakorlatban az álnevezés miatt bonyolult. Ha megpróbáljuk egy adott hely tartalmát önmagával XOR-cserével felcserélni, az eredmény az, hogy a hely nullázódik, és az értéke elvész. Ezért az XOR-cserét nem szabad vakon használni magas szintű nyelvekben, ha az álnevezés lehetséges. Ez a probléma nem érvényes, ha a technikát assemblyben használják két regiszter tartalmának felcserélésére.
Hasonló problémák fordulnak elő a név szerinti hívással, mint például Jensen eszközében, ahol az i és A[i] felcserélése egy ideiglenes változón keresztül helytelen eredményeket ad az argumentumok összefüggése miatt: a csere a temp = i; i = A[i]; A[i] = temp változón keresztül megváltoztatja az i értékét a második utasításban, ami aztán helytelen i értéket eredményez A[i] számára a harmadik utasításban.

## Változatok
Az XOR csere algoritmus alapelve bármely, a fenti L1-L4 kritériumoknak megfelelő műveletre alkalmazható. Az XOR összeadással és kivonással való helyettesítése különféle, kissé eltérő, de nagyrészt egyenértékű megfogalmazásokat ad. Például:
```
void
 
AddSwap
(
 
unsigned
 
int
*
 
x
,
 
unsigned
 
int
*
 
y
 
)

{

    
*
x
 
=
 
*
x
 
+
 
*
y
;

    
*
y
 
=
 
*
x
 
-
 
*
y
;

    
*
x
 
=
 
*
x
 
-
 
*
y
;

}

```

Az XOR cserével ellentétben ez a variáció megköveteli, hogy az alapul szolgáló processzor vagy programozási nyelv olyan módszert használjon, mint a moduláris aritmetika vagy a bignum, hogy garantálja, hogy az X + Y kiszámítása ne okozzon hibát egészszám-túlcsordulás miatt. Ezért a gyakorlatban még ritkábban fordul elő, mint az XOR csere.
Azonban a fenti AddSwap implementációja a C programozási nyelvben mindig működik, még egész szám túlcsordulás esetén is, mivel a C szabvány szerint az előjel nélküli egész számok összeadása és kivonása a maradékosztály szabályait követi, azaz a {\displaystyle \mathbb {Z} /2^{s}\mathbb {Z} } ciklikus csoportban történik, ahol {\displaystyle s} az unsigned int bitjeinek száma. Valójában az algoritmus helyessége abból következik, hogy az {\displaystyle (x+y)-y=x} és a {\displaystyle (x+y)-((x+y)-y)=y} képletek bármely Abel-csoportban érvényesek. Ez általánosítja az XOR-csere algoritmus bizonyítását: az XOR az összeadás és a kivonás is az {\displaystyle (\mathbb {Z} /2\mathbb {Z} )^{s}} Abel-csoportban (ami a {\displaystyle \mathbb {Z} /2\mathbb {Z} } s példányának direkt összege). Ez nem érvényes a signed int típus esetén (ez az alapértelmezett az int típusnál). Az előjeles egészszám-túlcsordulás egy nem definiált viselkedés a C-ben, így a maradékosztály nem garantált a szabvány által, ami helytelen eredményekhez vezethet.
Az AddSwap műveletsorozata mátrixszorzással fejezhető ki a következőképpen:
{\displaystyle {\begin{pmatrix}1&-1\\0&1\end{pmatrix}}{\begin{pmatrix}1&0\\1&-1\end{pmatrix}}{\begin{pmatrix}1&1\\0&1\end{pmatrix}}={\begin{pmatrix}0&1\\1&0\end{pmatrix}}}

## Regiszterkiosztás alkalmazása
A dedikált swap utasítással nem rendelkező architektúrákon az XOR-swap algoritmus szükséges az optimális regiszterkiosztáshoz, mivel ez elkerüli az extra ideiglenes regisztert. Ez különösen fontos azoknál a fordítóprogramoknál, amelyek statikus egyszeres értékadási formát használnak a regiszterelosztáshoz; ezek a fordítók időnként olyan programokat hoznak létre, amelyeknek két regisztert kell cserélniük, amikor egyetlen szabad regiszter sincs. Az XOR csere algoritmus elkerüli egy extra regiszter lefoglalásának vagy a regiszterek főmemóriába való kibontásának szükségességét. Az összeadás/kivonás változat is használható ugyanerre a célra.
Ez a regiszterallokációs módszer különösen releváns a GPU shader fordítók számára. A modern GPU architektúrákon a változók kiszórása költséges a korlátozott memória-sávszélesség és a magas memóriakésleltetés miatt, míg a regiszterhasználat korlátozása javíthatja a teljesítményt a regiszterfájl dinamikus particionálása miatt. Ezért egyes GPU fordítók megkövetelik az XOR swap algoritmust.

## Lásd még
- XOR
- Kizáró vagy

## Fordítás
- Ez a szócikk részben vagy egészben  a   XOR swap algorithm című angol Wikipédia-szócikk fordításán alapul.  Az eredeti cikk szerkesztőit annak laptörténete sorolja fel. Ez a jelzés csupán a megfogalmazás eredetét és a szerzői jogokat jelzi, nem szolgál a cikkben szereplő információk forrásmegjelöléseként.